# Euproctis leithiana
Euproctis leithiana är en fjärilsart som beskrevs av Moore 1879. Euproctis leithiana ingår i släktet Euproctis och familjen tofsspinnare. Inga underarter finns listade i Catalogue of Life.